# Anton Ignaz Müntzer
Anton Ignaz Müntzer (* 10. September 1659 in Oberglogau, Herzogtum Klein Glogau; † 11. Januar 1714 in Breslau, Fürstentum Breslau) war Titularbischof von Madaura und von 1709 bis 1714 Weihbischof sowie Offizial des Bistums Breslau.

## Leben
Anton Ignaz Müntzer entstammte einer Oberglogauer Ratsherrenfamilie. Von seinen Eltern Paul und Hedwig wurde er für den geistlichen Beruf bestimmt. Er studierte zunächst die Humaniora und Philosophie in Neisse. Ab Februar 1682 studierte er Theologie in Rom, wo er Alumne des Collegium Germanicum war und zum Priester geweiht wurde. 1685 kehrte er nach Schlesien zurück und war von 1687 bis 1692 Seelsorger in Groß-Bargen bei Trachenberg. 1692 erhielt er ein Kanonikat am Breslauer Dom und 1694 wurde er Dechant des Oberglogauer Kollegiatstifts. Da ihm in dieser Position die Pontifikalien zustanden, wurde er vom Breslauer Weihbischof Johann Brunetti infuliert. In Oberglogau verwaltete er auch das Pfarramt an der Bartholomäuskirche. Ab Februar 1701 residierte er an der Breslauer Kathedrale, wo er 1706 Kanzler (Prälatus Cancellarius) wurde. Bischof Franz Ludwig von Pfalz-Neuburg ernannte ihn zum Konsistorialrat und zum Offizial und 1707 zum Rektor des Priesterseminars.
Erst nach einer zweijährigen Vakanz wurde er 1708 zum Nachfolger des Breslauer Weihbischofs Franz Engelbert Barbo von Waxenstein berufen und von Papst Klemens XI. zum Titularbischof von Madaura ernannt. Die Bischofsweihe erfolgte am 20. Januar 1709 durch den Przemysler Bischof Johann Kasimir von Bokom, dem schon während der Vakanz im Jahre 1708 weihbischöfliche Handlungen in Breslau übertragen worden waren. Mitkonsekratoren waren Karl Keller, Abt von St. Vinzenz in Breslau und der Zisterzienser Tobias Ackermann, Abt von Heinrichau.
Während seiner Amtszeit als Weihbischof weihte Anton Ignaz Müntzer u. a. 252 Priester und erteilte 57072 Personen die Firmung. Außerdem weihte er fünf Kirchen und zahlreiche Altäre, Kelche, Glocken u. a. Er war nur fünf Jahre im Amt und starb am 11. Januar 1714. Sein Bruder war Rektor am Jesuitenkolleg.